# Dan Radu Rușanu
Dan Radu Rușanu (n. 25 mai 1950, București, România) este un politician român, membru al Partidul Național Liberal. Dan Radu Rușanu a fost președinte al ASF (Autoritatea de Supraveghere Financiară).

## Activitate politică
- Membru PNL din ianuarie 1990 și vicepreședinte al partidului în perioada 2001 - 2013.
- Deputat 2000 - 2008
- Președintele Comisiei Economice (2001-2004),
- Vicepreședinte al Camerei Deputaților (2004-2006)
- Secretar al Camerei Deputaților (2006-2008)
- Senator 2008 - 2012
- Chestor la Senat (2008 - 2011)
- Vicepreședinte al Senatului (2011-2012)
- Deputat 2012 - 2013
- Liderul Grupului Parlamentar PNL, Camera Deputaților
- Președintele Comisiei Buget-Finanțe, Camera Deputaților

În legislatura 2000-2004, Dan Radu Rușanu a fost membru în grupurile parlamentare de prietenie cu Republica Guineea și Georgia. 
În legislatura 2004-2008, Dan Radu Rușanu a fost membru în grupurile parlamentare de prietenie cu Regatul Hașemit al Iordaniei, Republica Algeriană Democratică și Populară și Republica Tunisiană. 
În legislatura 2008-2012, Dan Radu Rușanu a fost membru în grupul parlamentar de prietenie cu Republica Irak.
În legislatura 2012-2016 a fost membru în grupurile parlamentare de prietenie cu Republica Federală Germania, Republica Bulgaria și Republica Tunisiană, dar a demisionat pe data de 29 aprilie 2013 și a fost înlocuit de deputatul Petru-Sorin Marica.

## Activitate profesională
- 1975 - 1979 Economist Stagiar I.P.O Tulcea
- 1980 - 1991 CENTROCOOP - Economist Principal, Revizor Contabil, Director adj
- 1992 - 1996 Ministerul Finanțelor Publice - D.G.F.P a Municipiului București - Director General
- 1996 - 1998 Ministerul Finanțelor Publice - Secretar de Stat, Membru al Guvernului
- 1999 - 2001 Banca de Export-Import a României - EXIM BANK- Președinte
- 2013 - 2014 ASF - Președinte
- 2019 - Prezent. -B.N.R. - Membru Consiliul de Administrație

## Controverse
La 4 martie 2014, Curtea de Apel București a dispus arestarea preventivă a lui Radu Rușanu, acesta fiind cercetat pentru favorizarea infractorului, influențarea declarațiilor, constituirea unui grup infracțional organizat și complicitate la abuz în serviciu.
În martie 2017 a fost achitat de instanța judiciară în dosarul Carpatica, după ce a fost arestat timp de 4 luni.
Este autor al romanului "Mai sunt judecători la Berlin" în care povestește experiența perioadei de reținere în arestul preventiv din Rahova.

## Lucrări publicate
- Finanțe Publice - 2004
- Controlul și auditul administrației fiscale - 2005
- Mecanisme de promovare și susținere a exporturilor - 2006
- Elemente de economie politică - 2006